# Погляд у майбутнє
Всеукраїнський конкурс молодих дизайнерів одягу «Погляд у майбутнє» – це загальнонаціональна акція, що була заснована у 2000 році.

## Історія
Всеукраїнський конкурс молодих дизайнерів одягу «Погляд у майбутнє» був заснований у 2000 році з метою розвитку та підтримки молодих талантів. 
Вже понад 20 років конкурс «ПОГЛЯД у майбутнє» є стартовим майданчиком для українських дизайнерів,  Більшість із відомих в Україні та за її межами дизайнерів були переможцями чи фіналістами конкурсу. На подіумі конкурсу вперше продемонстрували свої колекції Олена Буреніна, Андре Тан, Олена Пржонська, Ксенія Шнайдер, Олександр Каневський, Юлія Єфімчук, Яна Червінська, Олександр Каневський, Ірина Джус, Олена Пржонська, Наталя Каменська, Олеся Кононова, Артем Климчук, Іван Фролов, Кирило Харитонцев. 
Конкурс проводиться за сприянням Ukrainian Fashion Council.

## Умови участі
«ПОГЛЯД у майбутнє» – єдиний конкурс в Україні, що має статус Загальнонаціонального . Участь можуть брати дизайнери-фахівці, що вже працюють або навчаються у сфері моди понад три роки, віком до 28 років.

## Структура конкурсу
Загальнонаціональний конкурс проходить у три етапи. 
1. Розгляд журі надісланих ескізів (конкурсанти заповнюють заявку на участь у Конкурсі, до якої додають фото ескізів колекції.
2. Півфінал Конкурсу. Учасники, запрошені на півфінал, демонструють 2 одиниці своєї колекції на моделях у присутності членів журі.
3. Фінал Конкурсу проходить у форматі Fashion Show. Це дефіле нон-стоп, де кожен фіналіст представляє 5 образів (looks).

## Журі
Журі конкурсу складають відомі українські дизайнери, які є лауреатами Best Fashion Awards та членами Ukrainian Fashion Council. 
У 2021 році членами журі стали Артем Климчук, Ліля Літковська, Володимир Подолян, Катерина Сільченко, Іван Фролов та Андре Тан - президент Ukrainian Fashion Council. Голова журі конкурсу – Лілія Пустовіт, член експертного комітету Ukrainian Fashion Council.

## Призи
Журі визначає три офіційні премії (перше, друге і третє місця) та спеціальний приз – від Офіційного Партнера Конкурсу.
Володар третьої офіційної премії отримує професійний подарунок від партнера конкурсу. 
Володар другої офіційної премії отримує шанс представляти Україну на International Young Designers Contest та можливість участі у New Names в рамках Ukrainian Fashion Week. 
Володар Ґран-прі конкурсу отримує шанс представляти Україну на International Young Designers Contest та можливість участі у New Names в рамках Ukrainian Fashion Week. 
У 2021 році оргкомітет Конкурсу започаткував спеціальну премію імені Сергія Єрмакова за використання ручної роботи - як визнання майстерності та унікальності кожної речі. 